# 圣洛朗梅多克
圣洛朗梅多克（法語：Saint-Laurent-Médoc，法語發音：[sɛ̃ loʁɑ̃ medɔk]）是法国吉伦特省的一个市镇，位于该省西北部，梅多克半岛上，属于莱斯帕尔梅多克区。

## 地理
圣洛朗梅多克（45°9'1"N, 0°49'19"W）面积136.55 平方千米，位于法国新阿基坦大区吉倫特省，该省份为法国西南部沿海省份，是法國本土面积最大的省，北起滨海夏朗德省，西临大西洋，南至朗德省，东南接洛特-加龍省，东临多爾多涅省。
与圣洛朗梅多克接壤的市镇（或旧市镇、城区）包括：锡萨克梅多克、利斯特拉克梅多克、卡尔康、屈萨克福尔梅多克、乌尔坦、波亚克、圣日耳曼代斯特伊、圣于连-贝什韦勒、圣索沃尔。

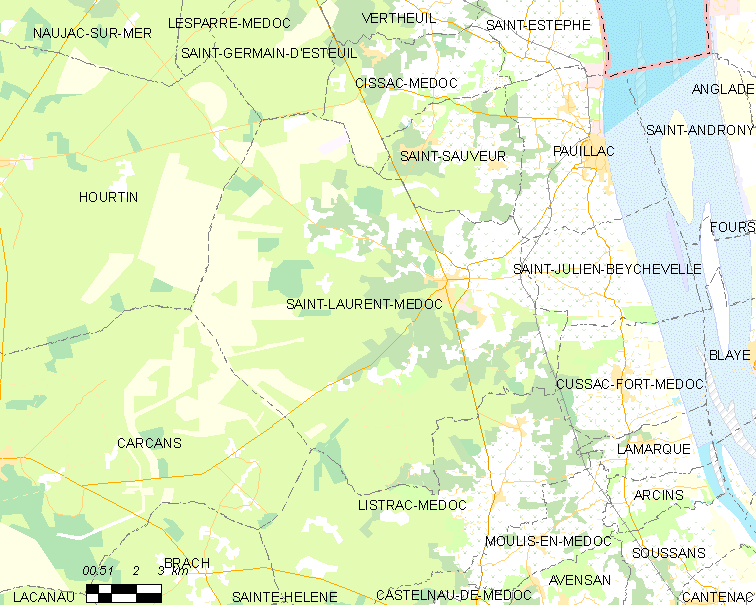
圣洛朗梅多克的OSM定位图

圣洛朗梅多克的时区为UTC+01:00、UTC+02:00（夏令时）。

## 行政
圣洛朗梅多克的邮政编码为33112，INSEE市镇编码为33424。

## 政治
圣洛朗梅多克所属的省级选区为南梅多克县。

## 人口

1962-2008年间圣洛朗梅多克人口变化图示

圣洛朗梅多克于2022年1月1日时的人口数量为4950人。